# آنا ماريا سيمو
آنا ماريا سيمو (بالإنجليزية: Ana María Simo)‏ هي كاتِبة أمريكية وكوبية، ولدت في 1943 في سينفويغوس في كوبا.